# Shelley Memorial Award
Le Shelley Memorial Award doté de plus de 3 500 $, est un prix de poésie décerné par la Poetry Society of America. Il est créé par le testament de Mary P. Sears et nommé d'après le poète anglais Percy Bysshe Shelley. Le prix est décerné à un poète américain vivant choisi en référence au génie et au besoin. La sélection est faite par un jury composé de trois poètes. L'un est nommé par le président du Radcliffe College, un autre par le président de l'Université de Californie, Berkeley et le troisième par le conseil des gouverneurs de la Société de Poésie d'Amérique; l'identité des jurés n'est actuellement pas rendues publiques par la Société.

## Lauréats
Liste des lauréats du prix Shelley Memorial.
- 1929/1930 - Conrad Aiken
- 1930/1931 - Lizette Woodworth Reese
- 1931/1932 - Archibald MacLeish
- 1933/1934 - Lola Ridge / Frances Frost
- 1934/1935 - Lola Ridge /Marya Zaturenska
- 1935/1936 - Josephine Miles
- 1936/1937 - Charlotte Wilder / Ben Belitt
- 1937/1938 - Lincoln Fitzell
- 1938/1939 - Robert Francis / Harry Brown
- 1939/1940 - Herbert Bruncken / Winfield Townley Scott
- 1940/1941 - Marianne Moore
- 1941/1942 - Ridgely Torrence
- 1942/1943 - Robert Penn Warren
- 1943/1944 - Edgar Lee Masters
- 1944/1945 - E. E. Cummings
- 1945/1946 - Karl Shapiro
- 1946/1947 - Rolfe Humphries
- 1947/1948 - Janet Lewis
- 1948/1949 - John Berryman
- 1949/1950 - Louis Kent
- 1950/1951 - Jeremy Ingalls
- 1951/1952 - Richard Eberhart
- 1952/1953 - Elizabeth Bishop
- 1953/1954 - Kenneth Patchen
- 1954/1955 - Léonie Adams
- 1955/1956 - Robert Fitzgerald
- 1956/1957 - George Abbe
- 1957/1958 - Kenneth Rexroth
- 1958/1959 - Jose Garcia Villa
- 1959/1960 - Delmore Schwartz
- 1960/1961 - Robinson Jeffers
- 1961/1962 - Theodore Roethke
- 1962/1963 - Eric Barker
- 1963/1964 - William Stafford
- 1964/1965 - Ruth Stone
- 1965/1966 - David Ignatow
- 1966/1967 - Anne Sexton
- 1967/1968 - May Swenson
- 1968/1969 - Ann Stanford
- 1969/1970 - X. J. Kennedy / Mary Oliver
- 1970/1971 - Adrienne Rich / Louise Townsend Nicholl
- 1971/1972 - Galway Kinnell
- 1972/1973 - John Ashbery / Richard Wilbur
- 1973/1974 - W. S. Merwin
- 1974/1975 - Edward Field
- 1975/1976 - Gwendolyn Brooks
- 1976/1977 - Muriel Rukeyser
- 1977/1978 - Jane Cooper / William Everson
- 1978/1979 - Hayden Carruth
- 1979/1980 - Julia Randall
- 1980/1981 - Robert Creeley
- 1981/1982 - Alan Dugan
- 1982/1983 - Jon Anderson / Leo Connellan
- 1983/1984 - Denise Levertov / Robert Duncan
- 1984/1985 - Etheridge Knight
- 1985/1986 - Gary Snyder
- 1986/1987 - Mona Van Duyn
- 1987/1988 - Dennis Schmitz
- 1988/1989 - Thomas McGrath / Theodore Weiss
- 1989/1990 - Thom Gunn
- 1990/1991 - Shirley Kaufman
- 1991/1992 - Lucille Clifton
- 1992/1993 - Josephine Jacobsen
- 1993/1994 - Kenneth Koch / Cathy Song
- 1994/1995 - Stanley Kunitz
- 1995/1996 - Robert Pinsky / Anne Waldman
- 1996/1997 - Frank Bidart
- 1997/1998 - Eleanor Ross Taylor
- 1998/1999 - Tom Sleigh
- 1999/2000 - Jean Valentine
- 2000/2001 - Alice Notley / Michael Palmer
- 2001/2002 - Angela Jackson / Marie Ponsot
- 2002/2003 - James McMichael
- 2004 - Yusef Komunyakaa
- 2005 - Lyn Hejinian
- 2006 - George Stanley
- 2007 - Kimiko Hahn
- 2008 - Ed Roberson
- 2009 - Gary Young / Ron Padgett
- 2010 - Kenneth Irby / Eileen Myles
- 2011 - Rigoberto González / Joan Larkin
- 2012 - Wanda Coleman
- 2013 - Lucia Perillo / Martín Espada
- 2014 - Bernadette Mayer